# Сокольский, Алексей Павлович
Алексе́й Па́влович Соко́льский (3 ноября 1908, Каньгуши, Пензенская губерния — 27 декабря 1969, Минск) — советский шахматист, мастер спорта СССР по шахматам (1938), заслуженный тренер СССР (1965). Шахматный теоретик и литератор. Педагог. Судья всесоюзной категории (1963). Представлял общество «Спартак» (Минск).

## Биография
Участник 4 чемпионатов СССР, лучшие результаты: 1944 — 8—10-е, 1949 — 12-е места. Многократный призёр республиканских чемпионатов: РСФСР (1935) — 2-е место; УССР (1944) — 3—6-е, 1947 1-е, 1948 — 1—2-е, 1949 — 4—5-е; БССР (1958) — 2-е, 1955 и 1959 — 3—4-е, 1960 — 4-е места. В первенствах ЦС ДСО «Буревестник» (1944 и 1948) — 1—2-е место. Сыграл вничью матч с А. Ильиным-Женевским (1937) — 8½ : 8½ (+6, −6, =5). Участник командных соревнований (в состав команды БССР) с шахматистами Польши и Венгрии. Участник партии в «живые шахматы» в Пензе в 1930 году.
С 1945 года был тренером и секундантом Исаака Болеславского.
Именем Сокольского назван Дебют Сокольского (1.b4), которому он посвятил специальное исследование (1963).
Играл в 1960 году в Одессе против Штейна и Крупского в Витебске.
Скончался 27 декабря 1969 года. Похоронен на Восточном кладбище в Минске.
В 1970—1980-е годы в Минске проводились Мемориалы Сокольского, всего прошло 16 таких турниров.

## Спортивные достижения
| Год       | Город     | Турнир                                                    | + | −  | =  | Результат | Место |
| --------- | --------- | --------------------------------------------------------- | - | -- | -- | --------- | ----- |
| 1935      | Горький   | Чемпионат РСФСР                                           |   |    |    | из        | 2     |
| 1937      | Ленинград | Матч с А. Ильиным-Женевским                               | 6 | 6  | 5  | 8½ из 17  |       |
| 1937/1938 |           | Чемпионат Ленинграда                                      |   |    |    | из        | 5     |
| 1944      | Киев      | 13-й чемпионат УССР                                       | 6 | 3  | 3  | 7½ из 12  | 3—6   |
|           | Москва    | 13-й чемпионат СССР                                       | 5 | 6  | 5  | 7½ из 16  | 8—10  |
| 1947      | Киев      | 16-й чемпионат УССР                                       | 8 | 1  | 7  | 11½ из 16 | 1     |
| 1948      | Киев      | 17-й чемпионат УССР                                       | 8 | 1  | 9  | 12½ из 18 | 1—2   |
|           | Одесса    | Матч с Е. Поляком за первое место на 17-м чемпионате УССР | 6 | 2  | 6  | 9 из 14   |       |
| 1948—1951 |           | 1-й чемпионат СССР по переписке                           |   |    |    | из        | 2—4   |
| 1949      | Одесса    | 18-е первенство УССР                                      |   |    |    | из        | 4—5   |
|           | Москва    | 17-й чемпионат СССР                                       | 3 | 5  | 11 | 8½ из 19  | 12    |
| 1950      | Москва    | 18-й чемпионат СССР                                       | 1 | 10 | 6  | 4 из 17   | 17—18 |
| 1954      | Киев      | 21-й чемпионат СССР                                       | 1 | 10 | 8  | 5 из 19   | 20    |
| 1955      |           | Первенство БССР                                           |   |    |    | из        | 3—4   |
| 1958      |           | Первенство БССР                                           |   |    |    | из        | 2     |
| 1959      |           | Первенство БССР                                           |   |    |    | из        | 3—4   |
| 1960      |           | Первенство БССР                                           |   |    |    | из        | 2     |

## Книги
- Современный шахматный дебют. (Основные принципы). — К. — Львов, 1949;
- Шахматная игра. (Краткое пособие). — Минск, 1959;
- Шахматный дебют. (Теория и практика), 2 издание. — Минск, 1960;
- Пешка в движении. — М., 1962;
- Дебют 1.b2 — b4 (Дебют Сокольского). — Минск, 1963;
- Шахматная партия в её развитии. — Минск, 1966;
- Внимание, ловушка! — М. 1970;
- Ваш первый ход. — М., 1977.

## Комментарии
1. ↑  Каньгуши (также Кангуши[3], Кангуш[4], Кингуша[5]) ныне — Ельниковский район Республики Мордовии.